# الكونغرس الأمريكي السابع والتسعون
الكونغرس الأمريكي السابع والتسعون كان اجتماعًا للسلطة التشريعية في الحكومة الفيدرالية للولايات المتحدة، ويتكون من مجلس الشيوخ ومجلس النواب الأمريكيين. اجتمع الكونغرس في واشنطن العاصمة من 3 يناير 1981 حتى 3 يناير 1983، خلال الأسابيع الأخيرة من رئاسة جيمي كارتر وأول سنتين من رئاسة رونالد ريغان. وُزعت المقاعد في مجلس النواب استنادًا إلى تعداد الولايات المتحدة لعام 1970.
في حين حافظ مجلس النواب على أغلبية ديمقراطية (وإن كانت أقل من الكونغرس الـ96)، فقد سيطر الجمهوريون على مجلس الشيوخ، مما يمثل أول مرة يسيطرون فيها على أي من غرفتي الكونغرس منذ الكونغرس الـ83 في عام 1953.

## أحداث رئيسية
- الركود الاقتصادي في أوائل الثمانينات
- 20 يناير 1981: تنصيب الرئيس رونالد ريغان
- 20 يناير 1981: انتهاء أزمة رهائن إيران
- 18 فبراير 1981: الرئيس ريغان يخاطب جلسة مشتركة للكونغرس
- 30 مارس 1981: محاولة اغتيال ريغان
- 12 أبريل 1981: إطلاق أول مكوك فضاء
- 5 يونيو 1981: أول حالة معترف بها للإيدز
- 5 أغسطس 1981: الرئيس ريغان يفصل مراقبي الحركة الجوية
- 21 سبتمبر 1981: مجلس الشيوخ يؤكد تعيين أول قاضية في المحكمة العليا الأمريكية، ساندرا داي أوكونور
- 21 أبريل 1982: الملكة بياتريكس من هولندا تخاطب اجتماع مشترك للكونغرس.
- 2 نوفمبر 1982: الانتخابات العامة في الولايات المتحدة؛ احتفظ الجمهوريون بالسيطرة على مجلس الشيوخ وزاد الديمقراطيون سيطرتهم في مجلس النواب.